# 마리아 피아 다리

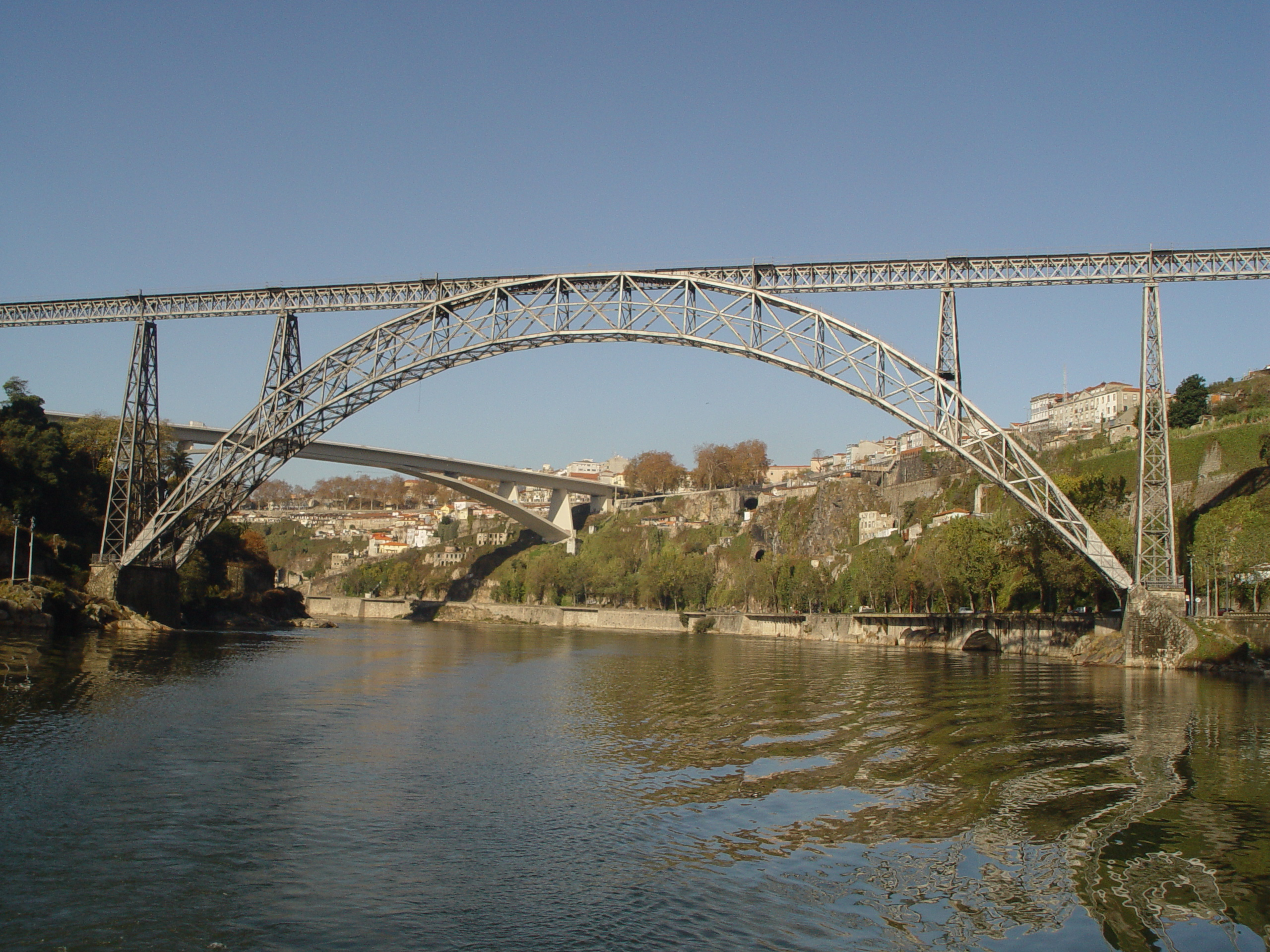
마리아 피아 다리

마리아 피아 다리(포르투갈어: Ponte Maria Pia)는 포르투갈 포르투에 위치한 철도교이다. 도루강 위에 설치된 다리로 포르투와 빌라노바드가이아 사이를 연결한다. 다리 인근에는 동 루이스 다리가 위치한다.
프랑스의 건축가인 귀스타브 에펠이 설계를 맡았다. 1876년 1월 5일에 공사가 시작되었고 1877년 11월 4일에 개통식을 가졌다. 다리 이름은 포르투갈의 루이스 국왕의 왕비였던 마리아 피아 디 사보이아 왕녀(Maria Pia di Saboia)에서 유래된 이름이다.
2개의 연철을 이용하여 만든 아치교로서 전체 길이는 353m, 너비는 160m, 높이는 60m에 달한다. 1991년 상주앙 다리(Ponte de São João)가 개통되면서 철도교로서의 역할을 끝냈다.